# أكينوري ناكاياما
أكينوري ناكاياما (Akinori Nakayama) هو لاعب أولمبي لرياضة الجمباز من اليابان. شارك في الأولمبياد الصيفي في 1968–1972، وفاز بما مجموعه 10 ميدالية.

## الميداليات
| ذهب | فضة | برونز | المجموع |
| 6   | 2   | 2     | 10      |

## روابط خارجية
- أكينوري ناكاياما على موقع الاتحاد الدولي للجمباز (licence) (الإنجليزية)
- أكينوري ناكاياما على موقع الاتحاد الدولي للجمباز (biography) (الإنجليزية)
- أكينوري ناكاياما على موقع اللجنة الأولمبية الدولية (الإنجليزية)
- أكينوري ناكاياما على موقع أوليمبيديا (الإنجليزية)